# Certificat digital
Un certificat digital o certificat electrònic és un fitxer informàtic signat electrònicament per un prestador de serveis de certificació, considerat per altres entitats com una autoritat per a aquest tipus de contingut, que vincula unes dades de verificació de signatura a un signant, de manera que únicament pot signar aquest signant, i confirma la seva identitat. Té una estructura de dades que conté informació sobre l'entitat (per exemple una clau pública, una identitat o un conjunt de privilegis). La signatura de l'estructura de dades agrupa la informació que conté de manera que no pot ser modificada sense que aquesta modificació sigui detectada.
Normalment quan es parla de certificat digital s'està parlant dels certificats de clau pública que són un tipus de certificat digital.

## Tipus segons el seu propòsit
La informació continguda en un certificat depèn del propòsit per al qual va ser creat el certificat. Podem classificar els certificats atenent el propòsit en:
- Certificats de clau pública. Associen una clau pública a alguna representació de la identitat d'una entitat. La clau privada associada a aquesta clau pública és assumida que està en possessió d'aquesta entitat. A més es poden incloure altres informacions rellevants com el període de validesa, identificador dels algoritmes per als quals es pot fer servir la clau pública o polítiques o restriccions d'ús d'aquest certificat. Són usats principalment en protocols relacionats amb l'autenticació d'entitats.
- Certificats d'atributs. Normalment no contenen claus públiques, sinó que associen un altre tipus d'informació (ex. Rols, drets d'ús o privilegis) a alguna representació de la identitat d'una entitat. Són usats principalment en protocols relacionats amb l'autorització d'entitats.

## Formats
S'han definit diversos formats dels certificats digitals. Els més importants són:
- X.509
- SPKI
- PGP
- SAML
- AutoFirma

## Revocació
S'han definit diferents mètodes per a la gestió de protocols que permeten la seva revocació. Els més importants són:
- Llistes de revocació
- OCSP